# Drosophila triangula
Drosophila triangula är en tvåvingeart som beskrevs av William Morton Wheeler 1949.

## Taxonomi och släktskap
Drosophila triangula ingår i släktet Drosophila och familjen daggflugor.

## Utbredning
Artens utbredningsområde är Mexiko.